# Yo-kai Watch 3
Yo-kai Watch 3 è un videogioco di ruolo sviluppato da Level-5 per Nintendo 3DS. Come indicato dal nome, si tratta del terzo gioco della serie principale di videogiochi di Yo-kai Watch, inizialmente pubblicato in due versioni, targate Sushi e Tempura in Giappone nel luglio 2016. Una terza versione del gioco, denominata Sukiyaki, è stata distribuita in Giappone nel dicembre 2016, aggiungendo piccoli miglioramenti alle versioni originali del gioco. Una versione inglese basata su Sukiyaki pubblicata da Nintendo è stata pubblicata nelle regioni PAL nel dicembre 2018 e in Nord America due mesi dopo. Yo-kai Watch 3 è il primo gioco Yo-kai Watch principale a non essere localizzato in coreano. 
Il gioco segue le storie interconnesse di due protagonisti che possiedono entrambi lo Yo-Kai Watch che gli consente loro di vedere, fare amicizia ed evocare gli spiriti mitici giapponesi chiamati Yo-kai: Nathan Adams, un ragazzo che si è recentemente trasferito nel sud degli Stati Uniti con la sua famiglia, e Luna Celesti, una ragazza "emarginata" che ha a che fare con gli yo-kai nella città settentrionale di Springdale. A differenza dei primi due giochi, al giocatore non viene data la possibilità di selezionare Katie Forester come protagonista invece di Nathan Adams. Il gioco ha ricevuto recensioni generalmente positive dalla critica. Tuttavia, il gioco è stato considerato un fallimento commerciale al di fuori del Giappone e, ad oggi, è l'ultimo titolo della serie ad essere distribuito a livello internazionale.

## Trama
Nathan Adams si è trasferito da Valdoro alla città americana Arachidia dopo che suo padre è stato assunto per un nuovo lavoro. Gli Yo-kai in Arachidia hanno l'aspetto e le abilità "americane".
A differenza dei primi due giochi, al giocatore non viene data la possibilità di scegliere tra Nathan e la protagonista femminile Katie Forester. Nel frattempo, a Valdoro, che è servita come ambientazione per i primi due giochi, Luna Celesti ha formato una squadra di detective Yo-kai, risolvendo misteri e richieste di Yo- Kai e di umani.

## Modalità di gioco
Il gameplay è molto simile ai primi due giochi della serie ma con nuove aggiunte, per esempio andare in zattera oppure volare in elicottero.